# Freeling
Freeling – miasto w Australii, w stanie Australia Południowa.